# Retrato de Venny Soldan-Brofeldt
El Retrato de Venny Soldan-Brofeldt es una pintura al óleo realizada por Hanna Hirsch-Pauli hacia el año 1887. La obra fue comprada en 1911 por el Museo de Arte de Gotemburgo, donde se encuentra.

## Análisis
Hanna Hirsch, pintó el retrato de su amiga finlandesa y compañera artista Venny Soldan, después Venny Soldan-Brofeldt entre 1886 y 1887 en Francia, el mismo año que pintó su cuadro más famoso, La hora del desayuno. Las dos artistas, quienes tenían 23-24 años de edad,  permanecieron juntas en Francia y tenían un estudio en común en Montparnasse en París y estudiaron en la Académie Colarossi . Hanna Hirsch había empezado a estudiar arte en Estocolmo en la Escuela Técnica y en el departamento de mujeres en la Real Academia de Bellas Artes, y luego continuó en Francia, después de que una educación artística para las mujeres se abrió en París el año 1884, junto con otras mujeres jóvenes de los países nórdicos, entre ellas Eva Bonnier , Jenny Nyström y Venny Soldan.
Hanna Hirsch retrató a Venny Soldan en su estudio compartido donde Venny Soldan se encuentra sentada en el suelo del estudio con las piernas extendidas y la boca semiabierta. Hirsch eligió este momento inadecuado para representar a una mujer burguesa, de esta manera relajada con el vestido y un comportamiento ocasional.
El Retrato de Venny Soldán se supone que estuvo expuesto en el Salón de París de 1887. El mismo año, Hanna Hirsch se enamoró de un compañero también artista, Georg Pauli en París, y regresaron a Suecia donde contrajeron matrimonio en octubre de 1887. Venny Soldan se casó en 1891 con John Brofeldt (más tarde Juhani Aho). Hanna Pauli y Venny Soldan-Brofeldt mantuvieron correspondencia y una amistad de por vida.

## Europeana 280
En abril de 2016, la pintura Retrato de Venny Soldan-Brofeldt fue seleccionada como una de las obras artístiques más importantes de Suècia por el projecte Europeana.